# معركة جبل الغش
معركة جبل الغش (بالإنجليزية: Battle of Cheat Mountain)‏ والمعروفة أيضًا باسم معركة حصن قمة الغش ، هي معركة وقعت في الفترة من 12 إلى 15 سبتمبر 1861 في مقاطعة بوكاهونتاس ومقاطعة راندولف ، فرجينيا ( غرب فيرجينيا الآن) كجزء من حملة فرجينيا الغربية خلال الحرب الأهلية الأمريكية وانتهت المعركة بانتصار قوات الاتحاد.

## القوى المشاركة

### الاتحاد
من وست فرجينيا وأوهايو وانديانا وميشيغان شاركت أفواج المشاة والفرسان والمدفعية.

### الكونفدرالية
من فرجينيا، تينيسي وأركنساس شاركت أفواج المشاة.

## روابط خارجية
- StudyingThePast.com   وصف المعركة في جبل شيات